# Alfons X (metrostation)
Alfons X (Catalaanse uitspraak : əlˈfons ˈdɛw) is een metrostation van de metro van Barcelona en wordt aangedaan door lijn 4. Dit station ligt onder de Ronda del Guinardó en Plaça d'Alfons el Savi en ligt in het district Horta-Guinardó. Het is vernoemd naar Alfons X van Castilië. Het heeft een enkele vestibule met drie ingangen, een op het plein zelf, een naast Parc de les Aigües en de andere op Carrer Lepant. 
De opening van dit station was in 1974 onder de Castiliaanse benaming Alfonso X. Als in 1982 de benaming en becijfering van de lijnen wordt herzien, krijgt het station zijn huidige naam. 